# Glénat (gemeente)
Glénat is een gemeente in het Franse departement Cantal (regio Auvergne-Rhône-Alpes) en telt 218 inwoners (2006). De plaats maakt deel uit van het arrondissement Aurillac.

## Geografie
De oppervlakte van Glénat bedraagt 24,6 km², de bevolkingsdichtheid is 9,1 inwoners per km².
De onderstaande kaart toont de ligging van Glénat (gemeente) met de belangrijkste infrastructuur en aangrenzende gemeenten.

## Demografie
Onderstaande figuur toont het verloop van het inwonertal (bron: INSEE-tellingen).

Vanwege een beveiligingsprobleem met de MediaWiki Graph-software is het momenteel niet mogelijk deze grafiek weer te geven. Zodra de software is bijgewerkt zal de grafiek vanzelf weer zichtbaar worden.